# Доктор Ху (3. серијал)
Трећи серијал британског научнофантастичног програма Доктор Ху и укупно двадесет девета сезона серије почео је божићним специјалом из 2006. „Одбегла невеста”. Након специјала, емитован је редовни серијал од тринаест епизода почевши од епизоде „Смит и Џоунсова” 31. марта 2007. и завршавајући се епизодом „Последњи од Господара времена” 30. јуна исте године. Поред тога, анимирани серијал од 13 делова (еквивалент до једне редовне епизоде) је произведен и емитован у оквиру серијала Потпуно Доктор Ху.
У серијлу глуми Дејвид Тенант као десета инкарнација Доктора, ванземаљског Господара времена који путује кроз време и простор у свом ТАРДИС-у који споља изгледа као британска полицијска кутија. У божићном специјалу придружује му се Кетрин Тејт као Дона Нобл. Серијал такође представља Фриму Еџимен као Докторову нову сапутницу, Марту Џоунс, која одлази на крају серијала због чињенице да је њеној породици потребна подршка док се опоравља од догађаја из завршнице серијала у којој су њени мајка, сестра и брат били мучени. Џон Бароумен такође понавља своју улогу капетана Џека Харкнеса у последње три епизоде које служе као завршница. Серијал је повезана лабавим луком приче који се састоји од понављајуће фразе „Гласајте за Саксона” за коју се на крају открива да означава повратак Докторовог непријатеља Господара времена, Господара, којег је испрва глумио Дерек Џејкоби, а након регенерације улогу је преузео Џон Сим.

## Улоге

### Главне
- Дејвид Тенант као Десети Доктор
- Кетрин Тејт као Дона Нобл (специјал)
- Фрима Еџимен као Марта Џоунс (епизоде 1−13)
- Џон Бароумен као капетан Џек Харкнес (епизоде 11−13)

### Епизодне
- Џон Сим као Господар (епизоде 11−13)

### Гостујуће
- Дерек Џејкоби као Господар (епизода 11)

## Епизоде
Три епизоде 3. серијала су прилагођене из раније објављених дела: Епизоде „Људска природа” и „Породица крви” је адаптирао Пол Корнел из сопственог романа Нове авантуре, такође под називом Људска природа, док је епизода „Трептај” настала као кратка прича у годишњаку Доктор Ху из 2006. Стивена Мофата под називом „'Шта сам урадила током својих божићних празника' од Сали Спароу”.
„Људска природа” такође укључује прву инстанцу Докторових претходних инкарнација у оживљеној ери серије, пре његове девете, што се јасно види кроз скице у Дневнику немогућих ствари.
| Специјал |    |                                  |                |                 |                    |      |      |
| 28 | —  | „Одбегла невеста”                | Еврос Лин      | Расел Т. Дејвис | 25. децембар 2006. | 3Х   | 9,35 |
| Ленс, радник у безбедносној фирми која је некада била у власништву Торчвуда, полако и тајно трује своју вереницу, секретарицу Дону Нобл, честицама Хуона током шест месеци како би искористио Донину биологију као катализатор да пробуди децу свеједе царице Ракнос која хибернира у центру Земље. Реаговање честица узрокује да се Дона појави унутар ТАРДИС-а. Десети Доктор покушава да врати Дону на њено венчање, али пропуштају церемонију. Царица користи Хуон честице у Дони и Ленсу да пробуди своју децу и храни своју децу Ленсом након што га спусти низ дубоко окно испод реке Темзе која води право до њих. Царица напада човечанство својим свемирским бродом у облику божићне звезде. Доктор тражи од Ракнос да пронађе други свет да би могли да коегзистирају у миру. Царица одбија захтев, а Доктор користи експлозивне куглице да поплави окно водом из Темзе. Војска убија царицу тенковима и артиљеријом пошто је сва њена енергија потрошена. Доктор позива Дону да путује са њим, али она одбија указујући да му треба неко да држи под контролом његову нарав.                                   |    |                                  |                |                 |                    |      |      |
| Серијал |    |                                  |                |                 |                    |      |      |
| 29 | 1  | „Смит и Џоунсова”                | Чарлс Палмер   | Расел Т. Дејвис | 31. март 2007.     | 3.1  | 8,71 |
| Доктор је на тајном задатку у једној болници у Лондону где упознаје студенткињу медицине Марту Џоунс. Читаву болницу на Месец пребацују Џадуни, свирепе свемирске најамничке полицијске снаге који траже крвопију Флоренс Финеган. Госпођа Финеган је плазмавор — унутрашњи мењач облика — и асимилује људску крв болничких радника да би избегла откривање. Доктор, ванземаљац, јој дозвољава да пије његову крв и она је откривена као не-човек и погубљена. Марта успева да реанимира Доктора. Доктор спречава Финеганин покушај да уништи своје Џадуне прогонитеље заједно са половином Земље магнетним импулсом из машине за магнетну резонанцу, након што угаси машину. Доктор позива Марту да му се придружи на путовању у ТАРДИС у замену за спас његовог живота. |    |                                  |                |                 |                    |      |      |
| 30 | 2  | „Шекспиров код”                  | Чарлс Палмер   | Гарет Робертс   | 7. април 2007.     | 3.2  | 7,23 |
| Доктор и Марта слећу у околину Садарка 1599. године где откривају да је Вилијам Шекспир под чаролијом ванземаљаца налик вештицама познатих као Карионите које га приморавају да заврши Награђени љубавни труд помоћу зачаране лутке. Доктор сазнаје да оне користе моћне речи драме да врате своју заточену врсту. Речи које глумци изговарају су упутства која отварају портал. Доктор покушава и не успева да натера Шекспира да заустави извођење представе у Глоуб театру. Када Карионите почну да долазе кроз портал, Доктор убеђује Шекспира да употреби свој моћни дар речи да затвори портал. Затварање портала односи све копије Шекспирове изгубљене драме са Карионитама. |    |                                  |                |                 |                    |      |      |
| 31 | 3  | „Шпиц”                           | Ричард Кларк   | Расел Т. Дејвис | 14. април 2007.    | 3.3  | 8,41 |
| Доктор води Марту у подград Новог Њујорка на планети Нова Земља године 5.000.000.053. Двадесет и четири године раније мутирао је вирус који је однео животе скоро свих на планети. Подград је затворен да би се спасио од вируса, његов систем су одржавали Лице Боа и његова медицинска сестра Новис Хејм, али нису имали довољно снаге да га поново отворе. Марту отимају два возача у летећим колима како би им омогућили приступ брзој траци на аутопуту. Брза трака је заражена краболиким Макрама, старим непријатељима Доктора и бившим владарима царства у овој галаксији који су се од тада предали храњењу испарењима кола. Уз помоћ Лица Боа који користи последњу енергију свог живота, Доктор проналази начин да врати снагу систему који отвара кров аутопута, коначно ослобађајући заробљене становнике и спасавајући Марту и њене отмичаре од Макри. Пре смрти, Лице Бое говори Доктору да није сам. |    |                                  |                |                 |                    |      |      |
| 32 | 4  | „Далеци на Менхетну”             | Џејмс Стронг   | Хелен Рејнор    | 21. април 2007.    | 3.4  | 6,69 |
| Доктор и Марта истражују нестанке у њујоршком Хувервилу 1930. године. Господин Дијагорас, бизнисмен који ради са Далецима на причвршћивању кондуктера на врх Емпајер стејт билдинга у изградњи, стиже да понуди посао бескућницима. Доктор се добровољно јавља за „грађевински посао” у канализацији након што је чуо да се сви који тамо сиђу не враћају. Марту хвата свињолики роб, којим командују Далеци, да би се искористила као субјект у коначном огледу Далека у њиховој подземној лабораторији. Далек Сек из култа Скара спаја своје тело са Дијагором, постајући хибрид човека и Далека. |    |                                  |                |                 |                    |      |      |
| 33 | 5  | „Еволуција Далека”               | Џејмс Стронг   | Хелен Рејнор    | 28. април 2007.    | 3.5  | 6,97 |
| Доктор ослобађа групу отетих људи међу којима је и Марта из далечке лабораторије. Далеци планирају да усаде другим отетим и умним људима идеје Далека и њиховом ДНК како би омогућили нову фазу еволуције Далека, покретану ударом гама зрачења који ће спровести Емпајер стејт билдинг. Сек се нада да ће дати осећања овој новој врсти Далек-људи након што су они буду уклоњени из Далека. Остали Далеци издају и убију Сека јер ова акција више не би учинила Далеке „врховним” обликом живота. Доктор омета гама удар на јарболу Емпајер стејт билдинга, додајући ДНК Господара времена пробуђеној Далек-људској војсци коју контролише Далек Кан. Далек-људи издају и убију двојицу преосталих Далека, а Кан уништава војску и бежи од Доктора. |    |                                  |                |                 |                    |      |      |
| 34 | 6  | „Лазарусов експеримент”          | Ричард Клард   | Стивен Гринхорн | 5. мај 2007.       | 3.6  | 7,19 |
| 76-годишњи професор Ричард Лазарус демонстира свој експеримент у којем користи хиперсоничне звучне таласе да врати себи младост и превари смрт. Експеримент измењује његов ДНК, откључавајући успаване гене у његовом телу и претварајући га у атавистичко створење који црпи животну енергију из својих жртава. Доктор одражава енергију Лазарусовог звучног манипулатора микропоља на Лазаруса, наводећи га да побегне у катедралу. Доктор користи акустику катедрале да створи звучне таласе са црквених оргуља због чега Лазарус пада са звоника и коначно гине. Доктор позива Марту да путује с њим све време, а не да буде само повремена путница. |    |                                  |                |                 |                    |      |      |
| 35 | 7  | „42”                             | Грејем Харпер  | Крис Чибнал     | 19. мај 2007.      | 3.7  | 7,41 |
| Пола универзума од Земље, Доктор и Марта одговарају на позив у помоћ са теретног брода СС Пенталијан који ће ударити у звезду за 42 минута. Посада брода је узела живи део звезде као јефтино гориво. Звезда користи чланове посаде Корвина и Ештона као тела домаћина и почиње да изводи све укрцане. Марту и члана посаде Рајлија док покушавају да стигну до предњег дела брода Ештон баца у свемир у капсули за спасавање. Доктор поново магнетизује капсулу да врати Марту и Рајлија. Доктора почиње да преузима звезда и он говори Марти да одзрачи моторе, ослобађајући се „честица сунца” у гориву. Ово узрокује да мотори поново почну да раде и брод се ослобађа од вучне силе звезде. |    |                                  |                |                 |                    |      |      |
| 36 | 8  | „Људска природа”                 | Чарнел Палмер  | Пол Корнел      | 26. мај 2007.      | 3.8  | 7,74 |
| Доктора прогони Породица крви, ентитети који се надају да ће искористити његову моћ регенерације да живе заувек. Да би им побегао, Доктор се претвара у човека и смишља нови идентитет Џона Смита који постаје школски учитељ у Енглеској 1913. године, који сања о свом животу као Доктора и ове снове записује у дневник. Докторово право ја сакривено је у џепном сату који ће, када се отвори, поново претворити Смита у Доктора. Марта се брине о Смиту док је она на тајном задатку као собарица. После два месеца, Породица стиже и преузима тела четворо људи. Када џепни сат узме један од школараца који је помало видовит, Марта покушава да наведе Смита да се присети своје прошлости, нехотице откривајући Породици његов прави идентитет. Породица држи Марту и Смитову симпатију, медицинску сестру Џоун Редферн, као таоце на сеоском плесу, надајући се да ће натерати Смита да се врати у Доктора. |    |                                  |                |                 |                    |      |      |
| 37 | 9  | „Породица крви”                  | Чарнел Палмер  | Пол Корнел      | 2. јун 2007.       | 3.9  | 7,21 |
| Тимоти Латимер, телепатски школарац који може да чује гласове у џепном сату, скреће пажњу Породици тако што накратко отвара сат који држи скривен од Породице, дозвољавајући Смиту, Марти и Џоун да побегну из плесне сале. Они беже у напуштену кућу након што је Породица напала школу, а тамо их прати Тимоти. Породица бомбардује село својим свемирским бродом како би извукла Доктора. Смит отвара џепни сат и поново постаје Доктор. Доктор преоптерећује свемирски брод Породице док их погрешно усмерава. Он им даје вечни живот какав су желели, затварајући Оца у нераскидиве ланце, Мајку у хоризонту догађаја галаксије која се урушава, а Ћерку у сваком огледалу. Он на време зауставља Сина и облачи га у страшило. Џоун одбија Докторов позив да путује с њим. |    |                                  |                |                 |                    |      |      |
| 38 | 10 | „Трептај”                        | Хети Мекдоналд | Стивен Мофат    | 9. јун 2007.       | 3.10 | 6,62 |
| Доктора и Марту враћају у прошлост у 1969. каменолики Уплакани анђели. Доктор снима поруку која садржи половину разговора који ће бити укључени као ускршња јаја на DVD-овима које ће објавити још једна од жртава Анђела. У Лондону 2007. фотографкиња Сали Спароу истражује напуштену кућу, проналази Докторову поруку и узима кључ из руке Анђела. Анђели прате Сали која открива ТАРДИС у полицијској гаражи. Анђели враћају ТАРДИС назад у кућу. Сали и брат њеног пријатеља Лари имају другу половину разговора са Докторовом поруком са једног од DVD-јева. Он им каже да му пошаљу ТАРДИС назад у 1969. годину. Анђели су закључали улазе у кућу па Сали и Лари беже у подрум, где проналазе ТАРДИС. Користећи кључ да уђе унутра, Лари убацује који функционише као контролни диск у отвор на конзоли. ТАРДИС одлази у 1969. годину, а Сали и Лари су остављени у подруму, али откривају да су Анђели који сада сви гледају једни друге, замрзнути због одбрамбеног система који их претвара у камен када их неко посматра. Годину дана касније, Сали даје преписку поруке Доктору пре него што га Анђели напададну. |    |                                  |                |                 |                    |      |      |
| 39 | 11 | „Утопија”                        | Грејем Харпер  | Расел Т. Дејвис | 16. јун 2007.      | 3.11 | 7,84 |
| ТАРДИС стаје у Кардифу да би се напунио енергијом из временског расцепа. Докторов бивши сапутник капетан Џек Харкнес скаче на спољни део ТАРДИС-а, због чега путује до планете Малкасаиро на крају универзума, 100 трилиона година у будућности. Окружени скупином која се назива Будућњаци, Доктор, Марта и Џек беже у безбедност Силоса 16 где последњи људи чекају да се укрцају на ракету за „Утопију”. Доктор покреће моторе, а Џек поправља спојнице ракете, чинећи је одрживом за лансирање. Марта примећује да конструктор ракете, професор Јана, има сат који личи на онај који је Доктора претворио у човека. Јана примећује сат и отвара га, мењајући своју биологију назад у свој прави идентитет: Господара времена познатог као Господар. Господар и Јанина помоћница Чанто смртно рањавају једно друго, а Господар се регенерише. Док ракета полеће, Господар краде Докторов ТАРДИС, остављајући Доктора, Марту и Џека у силосу са Бдућњацима. |    |                                  |                |                 |                    |      |      |
| 40 | 12 | „Звук бубњева”                   | Колин Тиг      | Расел Т. Дејвис | 23. јун 2007.      | 3.12 | 7,51 |
| Користећи Џеков поправљен вортекс манипулатор, Доктор, Марта и Џек слећу у данашњи Лондон дан после општих избора. Господар је хипнотисао свет мрежом сателита мобилних телефона под називом Архангел, што му је омогућило да буде изабран за премијера Уједињеног Краљевства. Он затвара Мартину породицу на летећем носачу авиона Валијант на којем намерава да следећег јутра емитује први контакт људи са врстом коју он назива Токлафан. Доктор, Марта и Џек не успевају да разоткрију Господара, а он узима Доктора и Џека као заробљенике. На Земљу долази сила најезде од милијарди Токлафана. Господар им наређује да збришу десетину становништва Земље. Марта бежи на површину користећи Џеков вортекс манипулатор. |    |                                  |                |                 |                    |      |      |
| 41 | 13 | „Последњи од Гопсподара времена” | Колин Тиг      | Расел Т. Дејвис | 30. јун 2007.      | 3.13 | 8,61 |
| Годину дана касније, Марта се враћа у Енглеску. Господар припрема флоту ракета за напад на друге светове. Преваривши Господара да је доведе на брод Валијант, Марта окреће Господарову сателитску технологију за контролу ума против њега. Пошто је пропутовала свет како би прикупила подршку за заробљеног и ослабљеног Доктора, она их је упутила да размишљају о Доктору баш када Господар намерава да лансира своју флоту тако да њихове комбиноване мисли, путујући кроз мрежу, могу да га подмладе. Џек уништава парадоксалну машину која је првобитно довела Токлафане – потомке човечанства који су се вратили у дечји облик – у 21. век. Ово поништава догађаје из претходних годину дана. Господарева супруга Луси Саксон пуца и убија Господара. Доктор кремира његово тело. Џек одлучује да се врати на Институт Торчвуд у Кардифу, а Марта остаје да брине о својој породици. |    |                                  |                |                 |                    |      |      |

### Додатна епизода
Анимирани серијал од 13 делова Бескрајна потрага произведен је и емитован као део дечијег програма Потпуно Доктор Ху на CBBC-ју што је довело до завршнице трећег серијала. Сваки део је трајао отприлике 3,5 минута и, када је састављена, била је једнака редовној епизоди. Серија је у целости емитована 30. јуна 2007. и касније објављена на DVD-ју.
| Бр. еп. (укупно) | Бр. еп. (у сезони) | Наслов             | Редитељ    | Сценариста | Премијера                     | Гледаност у Британији (милиони) |
| --- | ------------------ | ------------------ | ---------- | ---------- | ----------------------------- | ------------------------------- |
| 1 | —                  | Бесконачна потрага | Гери Расел | Алан Барнс | 2. април 2007 − 30. јун 2007. | 0,6 − 0,9                       |
| Десети Доктор и Марта Џоунс кренули су у пустоловину кроз свемир како би пронашли чипове за откључавање Бесконачног, огромног свемирског брода који људима може да испуни жељу срца. Међутим, зли Балтазар такође тражи брод. |                    |                    |            |            |                               |                                 |

## Избор глумаца

### Главни ликови
Трећи серијал би је други серијал Дејвида Тенанта у улози Доктора током које му се придружују троје пратилаца: Дона Нобл, Марта Џоунс и капетан Џек Харкнес.
Глумица и комичарка Кетрин Тејт изабрана је за једнократну пратиљу Дону Нобл у божићном специјалу. На крају епизоде лик одбија прилику да путује у ТАРДИС-у, али Тејтова је касније поновила своју улогу и вратила се за читав серијал почевши од епизоде „Партнери у злочину” из 2008. године.
Након одласка Били Пајпер која је глумила Роуз Тајлер на крају другог серијала, серији је био потребан нови стални пратилац. Дана 5. јула 2006. BBC је потврдио да ће се Фрима Еџимен придружити серији као нова сапутница Марта Џоунс. Еџименова се раније појавила у епизоди „Војска духова” из 2006. године. Џон Бароумен се такође вратио као капетан Џек Харкнес за троделну завршницу серијала.

### Гостујући глумци
Понављајући гостујући глумци у серији били су Ађоа Андо, Тревор Лерд, Гугу Мбата-Рав и Реџи Јејтс, који су тумачили чланове Мартине породице.
Остале гостујуће звезде били су Телма Барло, Рајан Карнс, Метју Чемберс, Чипо Чанг, Кристина Кол, Мишел Колинс, Ленора Крајло, Ентони Фланаган, Ендру Гарфилд, Луси Гаскел, Марк Гетис, Дон Гилет, Џенифер Хенеси, Ана Хоуп, Џерард Хоран, Џесика Хајнс, Дерек Џејкоби, Дин Ленокс Кели, Мет Кинг, Крис Ларкин, Хари Лојд, Ерик Лорен, Стивен Маркус, Рој Марсден, Мекфлај, Александра Моен, Кери Малиган, Мајкл Обиора, Ардал О'Хенлон, Травис Оливер, Шерон Озборн, Сара Париш, Анђела Плинс, Хју Кварши, Миранда Рејсон, Ен Рид, Финлеј Робертсон, Томас Сангстер, Џон Сим, Ребека Стејтон и Ен Видкомб.

## Продукција

### Развој
Након успеха првог серијала, BBC је објавио да је Доктор Ху обновљен за трећи серијал 16. јуна 2005, само два месеца након најаве другог серијала. Снимање божићног специјала почелло је 4. јула 2006. године, а продукција саме серије 8. августа 2006. а завршено је 2. априла 2007. године.

### Писање
По први пут су се као сценаристи серије нашли Гарет Робертс који је претходно написао интерактивну епизоду „Напад Граскеа” и ТАРДИС-оде, Хелен Рејнор, једна од уредница сценарија серије, Крис Чибнал, главни сценариста и копродуцент спин-офа Торчвуд и Стивен Гринхорн. Ранији сценаристи Пол Корнел, Стивен Мофат и Расел Т. Дејвис дали су допринос серији, а Дејвис је наставио да делује као главни сценариста и извршни продуцент. Фил Колинсон и Сузи Лигат били су продуценти, а Џули Гарднер извршна продуценткиња. Епизоде у серијалу режирали су Еврос Лин, Чарлс Палмер, Ричард Кларк, Џејмс Стронг, Грејем Харпер, Хети Мекдоналд и Колин Тиг.
Епизоде у трећем серијалу су распоређене у лабав лук приче: „Господин Саксон”, псеудоним за Господар. Име лика се први пут помиње у епизоди „Одбегла невеста” када је Министарство одбране на захтев Саксона обори ванземаљску летелицу. Неколико елемената из епизода у серији доприноси троделној завршници: догађаји у епизодама „Лазарусов експеримент” и „42” били су под непосредним утицајем Господара. Пророчанства Лица Боа је непосредно повезано са Господаром. Сличан џепни сат који је Доктор користио да промени своју биологију Господара времена у људску такође је користио Господар да би се сакрио од Господара времена.

### Музика
Мареј Голд је компоновао музику, а диригент је био Бен Фостер.

## Емитовање
Трећи серијал је премијерно приказан 31. марта 2007. епизодом „Смит и Џоунсова”, а након 13 епизода завршен је 30. јуна 2007. епизодом „Последњи од Господара времена”. Првобитно је планирано да се серијал заврши недељу дана раније, али 2. маја 2007. емитовање преосталих епизода померено је за недељу дана због такмичења за Песму Евровизије 2007. које се емитовало уместо епизоде „42” у ранијем термину. Серијал Доктор Ху: Поверљиво се такође емитовао уз сваку епизоду серијала, настављајући са претходним серијалом.

## Пријем
Арнолд Т. Блумберг из IGN-а дао је изузетно позитивну рецензију трећем серијалу. Похвалио је глуму Тенанта, Еџименове и Џона Сима, описујући Симово тумачење Господара „мајсторским”. Све у свему, рекао је: „Са сигурним ваздухом зарађеним успехом, 3. серијал Доктора Хуа је екскурзија кроз време и простор... не може бити много боље од овога”. Дао је серијалу оцену 9 од 10 (невероватно). Ник Лајонс из DVD Talk-а дао је позитивну рецензију рекавши: „Трећи серијал је у рангу са последње две сезоне нове серије”. Он је рекао да ће лик Марте и 3. серијал „без сумње задовољити обожаваоце”. Серијалу је дао 4 и по звездице од 5.